# Serge Henry
Serge Henry est un acteur et comédien burkinabè né à Léo dans le centre Ouest du Burkina Faso.

## Biographie

### Enfance, étude et début
Serge Henry a fait son école primaire à l’école primaire publique à Diapaga alors que son père Paul Henry était encore sous préfet dans la dite localité. Il est considéré comme l’une des premières figures de la comédie au Burkina. Il commence par le théâtre avant de s'intéresser au cinéma.  Il à joué dans plusieurs pièces sur les scènes du Carrefour international de théâtre de Ouagadougou (CITO) , des récréâtrales, du cartel  et de l’espace Gambidi. Il fait également de l'humour depuis 1999. Il est révélé par la série télévisée vis-à-vis du réalisateur Abdoulaye Dao où il interprète le rôle d’un gérant de maquis avec d'autres comédiens tels que  Abdoulaye Komboudry, Léontine Zoundi, Hyppolite Ouangrawa, Albert Bilgo et Halidou Sawadogo. 

## Filmographie

### Long-métrage
- 2008: Une femme pas comme les autres
- 2009: Le Poids du serment
- 2010 : En attendant le vote
- 2015 : Œil du cyclone
- 2016: Bienvenue au Gondwana
- 2017: Carton Rouge
- 2018: Maison de retraite[2]

### Court-métrage
- 2003: Tasuma, le feu
- 2005: Rencontre en ligne
- 2006: Quand les éléphants se battent

### Série
- vis-à-vis[3]

## Distinctions
En 2010, il reçoit le prix du premier rôle masculin au festival du cinéma africain de Khouribga pour son rôle dans le long-métrage "une femme pas comme les autres" du réalisateur Abdoulaye Dao,.